# A.S.D. Todi
Associazione Sportiva Dilettantistica Todi Calcio  là một câu lạc bộ bóng đá Ý, có trụ sở tại Todi, Umbria.

## Lịch sử
Nguồn gốc của bóng đá ở Todi trở lại sau 20 năm, nhưng những đội đầu tiên tham gia giải vô địch là Socà Sportiva Marzia Todi và Associazione Sportiva Ulpio Traiano thành lập cả năm 1951. Hai đội sáp nhập vào năm sau, năm 1952 trở thành Hiệp hội Sportiva Todi.
Trong mùa 2009-10 từ Eccellenza Umbria, nó đã được thăng hạng lên Serie D.
Trong mùa giải 2010-11 tại Serie D / E, nó được xếp hạng 4.
Trong mùa 2011-12 tại Serie D / E, nó được xếp hạng thứ 11.

## Màu sắc và huy hiệu
Màu sắc của đội là đỏ và trắng.